# Rasswiet (obwód kurski)
Rasswiet (ros. Рассвет) – wieś (ros. деревня, trb. dieriewnia) w zachodniej Rosji, w sielsowiecie wablinskim rejonu konyszowskiego w obwodzie kurskim.

## Geografia
Miejscowość położona jest w dorzeczu Wabli (dopływ rzeki Prutiszcze w dorzeczu Sejmu), 3,5 km od centrum administracyjnego sielsowietu (Wabla), 18 km na północny zachód od centrum administracyjnego rejonu (Konyszowka), 59 km na północny zachód od Kurska.
W miejscowości znajduje się 50 posesji.
Klimat
Miejscowość, jak i cały rejon, znajduje się w strefie klimatu kontynentalnego z łagodnym ciepłym latem i równomiernie rozłożonymi opadami rocznymi (Dfb w klasyfikacji klimatów Köppena).

## Demografia
W 2010 r. miejscowość zamieszkiwało 45 osób.